# Добжейовиці
Добжейовиці (пол. Dobrzejowice, нім. Doberwitz) — село в Польщі, у гміні Жуковиці Ґлоґовського повіту Нижньосілезького воєводства.
Населення — 380 осіб (2011).
У 1975-1998 роках село належало до Легницького воєводства.

## Демографія
Демографічна структура станом на 31 березня 2011 року:
|          | Загалом | Допрацездатний вік | Працездатний вік | Постпрацездатний вік |
| -------- | ------- | ------------------ | ---------------- | -------------------- |
| Чоловіки | 196     | 42                 | 141              | 13                   |
| Жінки    | 184     | 35                 | 117              | 32                   |
| Разом    | 380     | 77                 | 258              | 45                   |